# صموئيل ماثيوز روبرتسون
صموئيل ماثيوز روبرتسون (بالإنجليزية: Samuel Matthews Robertson)‏ هو محامي وسياسي أمريكي، ولد في 1852 في بلاكيومين في الولايات المتحدة، وتوفي في 24 ديسمبر 1911 في باتون روج في الولايات المتحدة. حزبياً، نشط في الحزب الديمقراطي. وقد انتخب عضو مجلس نواب لويزيانا وانتخب عضو مجلس النواب الأمريكي.